# Maurizio Verini
Maurizio Verini (Riolo Terme, 9 juli 1943) is een Italiaans voormalig rallyrijder.

## Carrière
Maurizio Verini debuteerde in 1969, met zijn vijfentwintig jaar, op relatief late leeftijd in de rallysport. Hoe dan ook profileerde Verini zich in een gestaag tempo en tegen 1973 was hij fabrieksrijder bij Fiat, actief met de Fiat Abarth 124 Rallye. Zijn eerste optreden in het wereldkampioenschap rally, in San Remo in 1973, eindigde hij als tweede. Dit resultaat herhaalde hij twee jaar later tijdens de 1975 editie van het evenement. Na al eerder de Italiaanse titel te hebben gewonnen in 1974, werd hij in 1975 ook gekroond als de Europees rallykampioen. Verini bleef actief voor Fiat met de intrede van de Fiat 131 Abarth. Hij behaalde daarmee nog eens twee podium resultaten in het WK, in beide gevallen ook eindigend als tweede tijdens de 1977- en 1978 edities van de San Remo rally. Tot begin jaren tachtig bleef Verini nog in verschillend materiaal actief in de sport.
In de jaren negentig keerde Verini terug met verschillende optredens in WK-rally's als privé-rijder. Hij deed dit nogmaals tijdens de rally van Monte Carlo in 2013 met een Groep N-Mitsubishi Lancer Evo IX.

## Complete resultaten in het wereldkampioenschap rally
| Seizoen | Inschrijving       | Auto                        | 1       | 2   | 3     | 4       | 5   | 6       | 7   | 8       | 9       | 10      | 11      | 12      | 13  | 14  | Pos. | Punten |
| ------- | ------------------ | --------------------------- | ------- | --- | ----- | ------- | --- | ------- | --- | ------- | ------- | ------- | ------- | ------- | --- | --- | ---- | ------ |
| 1973    | Fiat S.p.A.        | Fiat Abarth 124 Rallye      | MON     | ZWE | POR   | KEN     | MAR | GRI     | POL | FIN     | OOS     | ITA 2   | VST     | GBR 19  | FRA |     | N/A  | N/A    |
| 1974    | Fiat S.p.A.        | Fiat Abarth 124 Rallye      | POR     | KEN | FIN   | ITA DNF | CAN | VST DNF | GBR | FRA     |         |         |         |         |     |     | N/A  | N/A    |
| 1975    | Fiat S.p.A.        | Fiat Abarth 124 Rallye      | MON     | ZWE | KEN   | GRI     | MAR | POR     | FIN | ITA 2   | FRA     | GBR 8   |         |         |     |     | N/A  | N/A    |
| 1976    | Fiat S.p.A.        | Fiat Abarth 124 Rallye      | MON 15  | ZWE | POR   | KEN     | GRI |         |     |         |         |         |         |         |     |     | N/A  | N/A    |
| 1976    | Fiat S.p.A.        | Fiat 131 Abarth             |         |     |       |         |     | MAR DNF | FIN | ITA DNF | FRA     | GBR DNF |         |         |     |     | N/A  | N/A    |
| 1977    | Fiat S.p.A.        | Fiat 131 Abarth             | MON DNF | ZWE | POR 5 | KEN     | NZL | GRI DNF | FIN | CAN     | ITA 2   | FRA 7   | GBR DNF |         |     |     | N/A  | N/A    |
| 1978    | Fiat Alitalia      | Fiat 131 Abarth             | MON 8   | SWE | POR   | KEN     | GRI | FIN     | CAN | ITA 2   | IVK     | FRA     | GBR     |         |     |     | N/A  | N/A    |
| 1979    | Conrero            | Opel Ascona B               | MON     | ZWE | POR   | KEN     | GRI | NZL     | FIN | CAN     | ITA DNF | FRA     | GBR     | IVK     |     |     | –    | 0      |
| 1980    | Jolly Club         | Alfa Romeo Alfetta Turbo    | MON     | ZWE | POR   | KEN     | GRI | ARG     | FIN | NZL     | ITA DNF | FRA     | GBR     | IVK     |     |     | –    | 0      |
| 1981    | Genova Rally Team  | Opel Ascona 400             | MON     | ZWE | POR   | KEN     | FRA | GRI     | ARG | BRA     | FIN     | ITA DNF | IVK     | GBR     |     |     | –    | 0      |
| 1982    | Maurizio Verini    | Citroën Visa                | MON     | ZWE | POR   | KEN     | FRA | GRI     | NZL | BRA     | FIN     | ITA DNF | IVK     | GBR     |     |     | –    | 0      |
| 1983    | Maurizio Verini    | Citroën Visa Chrono         | MON     | ZWE | POR   | KEN     | FRA | GRI DNF | NZL | ARG     | FIN     | ITA DNF | IVK     | GBR     |     |     | –    | 0      |
| 1986    | Maurizio Verini    | Alfa Romeo Alfetta GTV6     | MON DNF | ZWE | POR   | KEN     | FRA | GRI     | NZL | ARG     | FIN     | IVK     | ITA     | GBR     | VST |     | –    | 0      |
| 1990    | Maurizio Verini    | Lancia Delta Integrale      | MON 12  | POR | KEN   | FRA     | GRI | NZL     | ARG | FIN     | AUS     | ITA     | IVK     | GBR     |     |     | –    | 0      |
| 1994    | Maurizio Verini    | Lancia Delta HF Integrale   | MON 11  | ZWE | POR   | KEN     | FRA | GRI     | ARG | NZL     | FIN     | AUS     | ITA     | SPA     | GBR |     | –    | 0      |
| 1995    | Maurizio Verini    | Lancia Delta HF Integrale   | MON DNF | ZWE | POR   | KEN     | FRA | GRI     | NZL | ARG     | FIN     | AUS     | ITA     | SPA     | GBR |     | –    | 0      |
| 1996    | Maurizio Verini    | Lancia Delta HF Integrale   | MON 8   | ZWE | POR   | KEN     | IND | FRA     | GRI | ARG     | NZL     | FIN     | AUS     |         |     |     | –    | 0      |
| 1996    | Maurizio Verini    | Ford Escort RS Cosworth     |         |     |       |         |     |         |     |         |         |         |         | ITA DNF | SPA | GBR | –    | 0      |
| 1999    | Maurizio Verini    | Mitsubishi Carisma GT Evo V | MON DNF | ZWE | KEN   | POR     | SPA | FRA     | ARG | GRI     | NZL     | FIN     | CHN     |         |     |     | –    | 0      |
| 1999    | Treviso Rally Team | Mitsubishi Lancer Evo V     |         |     |       |         |     |         |     |         |         |         |         | ITA 33  | AUS | GBR | –    | 0      |
| 2013    | Maurizio Verini    | Mitsubishi Lancer Evo IX    | MON DNF | ZWE | MEX   | POR     | ARG | GRI     | ITA | FIN     | DUI     | AUS     | FRA     | SPA     | GBR |     | –    | 0      |

Noot:
- Het concept van het wereldkampioenschap rally tussen 1973 en 1976 hield in dat er enkel een kampioenschap open stond voor constructeurs.
- In 1977 en 1978 werd de FIA Cup for Drivers georganiseerd. Hierin meegerekend alle WK-evenementen, plus tien evenementen buiten het WK om.